# Каолініт
Каоліні́т — мінерал класу силікатів, основний силікат алюмінію шаруватої будови.
Назва перейшла від китайського «кау-лінг» — висока гора (так називалося родовище каолінів).

## Загальний опис
Основна складова частина глин, особливо каоліну.
Хімічна формула: Al4 [Si4O10] (OH)8.
Містить (%): Al2О3 — 39,56; SiO2 — 46,5; H2О — 13,94. Ізоморфні домішки Fe3+, Cr, Ti, Fe2+, Mg, Са, Na, К.
Відомі конкреції, ооліти, жовна, борошнисті і землисті пухкі скупчення.
Сингонія переважно триклінна.
Густина — 2,58–2,61 г/см³.
Твердість за шкалою Мооса — 2–3.
Білого з різними відтінками кольору, щільний, жирний на дотик. Блиск перламутровий, матовий. У чистому вигляді білий, іноді з голубуватим або бурим відтінком. Механічні домішки забарвлюють каолініт в червоний, чорний, яскраво-зелений колір.
Каолініт легко розмокає у воді, набуває пластичності і диспергується з утворенням суспензій.
Зустрічається у прихованокристалічних скупчених,пухких тонкозернистих агрегатах.
Переважні розміри частинок 1–3 мм (0,001–0,003 м); нездатний приєднувати та утримувати значну кількість води; під час сушіння порівняно легко віддає приєднану воду.
Каолініт — поширений вторинний мінерал. Утворюється в корах вивітрювання за гідролізу алюмосилікатних, головним чином, полевошпатових гірських порід.
Використовують для виробництва паперу (наповнювач і покриття), гуми, порцеляни, фаянсу, вогнетривких матеріалів, також під час виготовлення плівок, лінолеуму, олівців, фарб тощо.
Каолініт — потенційне джерело отримання алюмінію.

## Різновиди
Розрізняють:
- каолініт 1М (моноклінна політипна модифікація каолініту, елементарна комірка якої містить один шар найщільнішої упаковки);
- каолініт 6М (моноклінна політипна модифікація каолініту, елементарна комірка якої містить шість шарів найщільнішої упаковки);
- каолініт 6ТК та каолініт 1TR (триклінна політипна модифікація каолініту, яка характеризується наявністю в елементарній комірці одного шару найщільнішої упаковки);
- каолініт залізний (відміна каолініту, яка містить до 1–2 % Fe3+);
- каолініт хромистий (відміна каолініту, яка містить від 0,41 до 1,12 % Cr2O3).